# Football Club Lugano 2000-2001
Questa voce raccoglie le informazioni riguardanti il Football Club Lugano nelle competizioni ufficiali della stagione 2000-2001.

## Stagione
Nella stagione 2000-2001 il Lugano, allenato da Roberto Morinini, concluse il campionato di Lega Nazionale A al 1º posto. Il Lugano concluse il girone di play-off al 2º posto.

## Rosa
| N. |                         | Ruolo | Calciatore         |
| -- | ----------------------- | ----- | ------------------ |
| 8  | Svizzera (bandiera)     | C     | Bruno Sutter       |
| 18 | Italia (bandiera)       | P     | Stefano Razzetti   |
| 3  | Svizzera (bandiera)     | P     | Philipp Walker     |
| 4  | Svizzera (bandiera)     | D     | Olivier Biaggi     |
| 5  | Svizzera (bandiera)     | D     | Markus Brunner     |
| 20 | RD del Congo (bandiera) | D     | Badile Lubamba     |
| 21 | Svizzera (bandiera)     | D     | Ludovic Magnin     |
| 28 | Portogallo (bandiera)   | D     | Samuel Martins     |
| 2  | Svizzera (bandiera)     | D     | René Morf          |
| 11 | Svizzera (bandiera)     | D     | Dario Rota         |
| 6  | Svizzera (bandiera)     | D     | Régis Rothenbühler |
| 26 | Svizzera (bandiera)     | D     | Rijat Shala        |
| 17 | Bulgaria (bandiera)     | D     | Zlatomir Zagorčić  |

| N. |                      | Ruolo | Calciatore         |
| -- | -------------------- | ----- | ------------------ |
| 15 | Argentina (bandiera) | C     | Sergio Bastida     |
| 16 | Svizzera (bandiera)  | C     | Fabrizio Bullo     |
| 12 | Benin (bandiera)     | C     | Alain Gaspoz       |
| 27 | Svizzera (bandiera)  | C     | Goran Grubesic     |
| 19 | Svizzera (bandiera)  | C     | Joël Magnin        |
| 22 | Italia (bandiera)    | C     | Ludovic Moresi     |
| 25 | Camerun (bandiera)   | C     | Sylvain Moukwelle  |
| 7  | Brasile (bandiera)   | C     | Robson Toledo      |
| 24 | Svizzera (bandiera)  | C     | Romano Thoma       |
| 9  | Argentina (bandiera) | A     | Christian Giménez  |
| 10 | Argentina (bandiera) | A     | Julio Hernán Rossi |
| 29 | Svizzera (bandiera)  | A     | Kubilay Türkyılmaz |

## Organigramma societario
Area tecnica
- Allenatore: Roberto Morinini
- Allenatore in seconda:
- Preparatore dei portieri:
- Preparatori atletici:

## Calciomercato

### Sessione estiva
| Acquisti | Acquisti | Acquisti | Acquisti |
| R.       | Nome     | da       | Modalità |
| -------- | -------- | -------- | -------- |

| Cessioni | Cessioni | Cessioni | Cessioni |
| R.       | Nome     | a        | Modalità |
| -------- | -------- | -------- | -------- |

### Sessione invernale
| Acquisti | Acquisti | Acquisti | Acquisti |
| R.       | Nome     | da       | Modalità |
| -------- | -------- | -------- | -------- |

| Cessioni | Cessioni | Cessioni | Cessioni |
| R.       | Nome     | a        | Modalità |
| -------- | -------- | -------- | -------- |

## Risultati

### Lega Nazionale A

#### andata
| Arbitro: | Schoch |

|             |           |  |
| Giménez 32’ | Marcatori |  |

| Arbitro: | Petignat |

|  |           |                       |
|  | Marcatori | 44’ Giménez 51’ Rossi |

| Arbitro: | Meier |

|             |           |  |
| Giménez 47’ | Marcatori |  |

| Arbitro: | Wildhaber |

|           |           |  |
| Kuźba 76’ | Marcatori |  |

| Lugano 5 agosto 2000, ore 19:30 CEST 5ª giornata | Lugano    | 0 – 0 referto | Sion | Stadio di Cornaredo (5 800 spett.)\| Arbitro: \| Circhetta \| |
| Arbitro:                                         | Circhetta |               |      |                                                               |

| Arbitro: | Beck |

|                        |           |                            |
| Kreuzer 5’ Tchouga 27’ | Marcatori | 16’ Bullo 29’, 44’ Giménez |

| Arbitro: | Rutz |

|                                  |           |  |
| Biaggi 44’ Gaspoz 80’ Sutter 86’ | Marcatori |  |

| Arbitro: | Schluchter |

|  |           |                             |
|  | Marcatori | 29’, 82’ Giménez 58’ Biaggi |

| Arbitro: | Nobs |

|                                             |           |  |
| Rothenbühler 3’ (rig.) Rossi 72’ Gaspoz 90’ | Marcatori |  |

| Arbitro: | Golay |

|                       |           |  |
| Šiljak 22’ Petrov 25’ | Marcatori |  |

| Arbitro: | Sedlacek |

|                       |           |  |
| Giménez 21’, 28’, 39’ | Marcatori |  |

#### ritorno
| Arbitro: | Leuba |

|          |           |                    |
| Gane 27’ | Marcatori | 67’ (rig.) Bastida |

| Arbitro: | Schluchter |

|             |           |              |
| Giménez 32’ | Marcatori | 80’ Fiechter |

| Arbitro: | Wildhaber |

|                     |           |                       |
| Bühlmann 25’ (rig.) | Marcatori | 15’ Giménez 42’ Rossi |

| Arbitro: | Meier |

|                   |           |                        |
| Rossi 18’ Hoy 87’ | Marcatori | 24’ Lombardo 57’ Kuźba |

| Arbitro: | Schoch |

|                                        |           |                      |
| Biaggi 24’ (aut.) Tum 50’ Baubonne 79’ | Marcatori | 13’ Rossi 21’ Gaspoz |

| Arbitro: | Benkö |

|             |           |  |
| Giménez 60’ | Marcatori |  |

| Arbitro: | Salm |

|            |           |  |
| Camara 85’ | Marcatori |  |

| Arbitro: | Beck |

|                         |           |  |
| Bastida 13’ Giménez 15’ | Marcatori |  |

| Arbitro: | Circhetta |

|             |           |            |
| Gohouri 15’ | Marcatori | 75’ Magnin |

| Arbitro: | Rutz |

|                    |           |  |
| Bastida 60’ (rig.) | Marcatori |  |

| Arbitro: | Schluchter |

|            |           |           |
| N'Kufo 45’ | Marcatori | 70’ Rossi |

### Play-off

#### andata
| Arbitro: | Rogalla |

|                |           |              |
| Türkyılmaz 45’ | Marcatori | 40’ Baubonne |

| Arbitro: | Schluchter |

|                          |           |                          |
| Nixon 19’, 74’ Alves 47’ | Marcatori | 43’ Rossi 87’ Türkyılmaz |

| Arbitro: | Schoch |

|  |           |              |
|  | Marcatori | 52’ Bühlmann |

| Arbitro: | Leuba |

|                                   |           |             |
| Tum 51’, 62’ Magro 56’ Varela 58’ | Marcatori | 22’ Giménez |

| Lugano 31 marzo 2001, ore 14:30 CEST 5ª giornata | Lugano | 0 – 0 referto | Grasshoppers | Stadio di Cornaredo (5 200 spett.)\| Arbitro: \| Meier \| |
| Arbitro:                                         | Meier  |               |              |                                                           |

| Arbitro: | Rutz |

|                 |           |                                 |
| Thurre 44’, 67’ | Marcatori | 3’ Bastida 10’ Rossi 47’ Gaspoz |

| Arbitro: | Schluchter |

|  |           |                                        |
|  | Marcatori | 8’ (aut.) Christ 47’ Rossi 90’ Giménez |

#### ritorno
| Arbitro: | Petignat |

|                                                |           |               |
| Gaspoz 26’ Giménez 31’, 90’ Bastida 73’ (rig.) | Marcatori | 3’ Hellebuyck |

| Arbitro: | Wildhaber |

|                    |           |           |
| Bastida 82’ (rig.) | Marcatori | 73’ Oruma |

| Arbitro: | Schluchter |

|             |           |            |
| Cabanas 76’ | Marcatori | 55’ Magnin |

| Arbitro: | Brugger |

|            |           |           |
| Giménez 9’ | Marcatori | 36’ Yakın |

| Arbitro: | Leuba |

|             |           |                               |
| Chassot 41’ | Marcatori | 2’ Giménez 45’ (rig.) Bastida |

| Arbitro: | Stuchlik |

|                                                    |           |           |
| Rossi 43’ Giménez 46’ Türkyılmaz 82’ Moukwelle 88’ | Marcatori | 32’ Nixon |

| Arbitro: | Beck |

|                                |           |           |
| Darbellay 6’ Vernaz 22’ (rig.) | Marcatori | 51’ Rossi |

## Statistiche

### Statistiche di squadra
| Competizione     | Punti | In casa | In casa | In casa | In casa | In casa | In casa | In trasferta | In trasferta | In trasferta | In trasferta | In trasferta | In trasferta | Totale | Totale | Totale | Totale | Totale | Totale | DR  |
| Competizione     | Punti | G       | V       | N       | P       | Gf      | Gs      | G            | V            | N            | P            | Gf           | Gs           | G      | V      | N      | P      | Gf     | Gs     | DR  |
| ---------------- | ----- | ------- | ------- | ------- | ------- | ------- | ------- | ------------ | ------------ | ------------ | ------------ | ------------ | ------------ | ------ | ------ | ------ | ------ | ------ | ------ | --- |
| Lega Nazionale A | 42    | 11      | 8       | 3       | 0       | 18      | 3       | 11           | 4            | 3            | 4            | 15           | 13           | 22     | 12     | 6      | 4      | 33     | 16     | +17 |
| Play-off         | -     | 7       | 2       | 4       | 1       | 11      | 6       | 7            | 3            | 1            | 3            | 13           | 13           | 14     | 5      | 5      | 4      | 24     | 19     | +5  |
| Totale           | 42    | 18      | 10      | 7       | 1       | 29      | 9       | 18           | 7            | 4            | 7            | 28           | 26           | 36     | 17     | 11     | 8      | 57     | 35     | +22 |

### Andamento in campionato
| Giornata  | 1 | 2 | 3 | 4 | 5 | 6 | 7 | 8 | 9 | 10 | 11 | 12 | 13 | 14 | 15 | 16 | 17 | 18 | 19 | 20 | 21 | 22 |
| --------- | - | - | - | - | - | - | - | - | - | -- | -- | -- | -- | -- | -- | -- | -- | -- | -- | -- | -- | -- |
| Luogo     | C | T | C | T | C | T | C | T | C | T  | C  | T  | C  | T  | C  | T  | C  | T  | C  | T  | C  | T  |
| Risultato | V | V | V | P | N | V | V | V | V | P  | V  | N  | N  | V  | N  | P  | V  | P  | V  | N  | V  | N  |
| Posizione | 5 | 1 | 1 | 3 | 2 | 1 | 1 | 1 | 1 | 1  | 1  | 1  | 1  | 1  | 1  | 1  | 1  | 1  | 1  | 1  | 1  | 1  |

Legenda:

Luogo: C = Casa; T = Trasferta. Risultato: V = Vittoria; N = Pareggio; P = Sconfitta.

### Statistiche dei giocatori
| S. Bastida      | 18 | 3  | 1 | 0 |
| O. Biaggi       | 18 | 2  | 6 | 0 |
| M. Brunner      | 13 | 0  | 1 | 0 |
| F. Bullo        | 10 | 1  | 3 | 0 |
| A. Gaspoz       | 17 | 3  | 2 | 0 |
| C. Giménez      | 21 | 14 | 4 | 0 |
| G. Grubesic     | 2  | 0  | 0 | 0 |
| M. Hoy          | 16 | 1  | 3 | 0 |
| E. Hürzeler     | 3  | 0  | 0 | 0 |
| B. Lubamba      | 21 | 0  | 6 | 0 |
| J. Magnin       | 20 | 1  | 1 | 1 |
| L. Magnin       | 14 | 0  | 4 | 0 |
| S. Martins      | 0  | 0  | 0 | 0 |
| L. Moresi       | 6  | 0  | 0 | 0 |
| R. Morf         | 8  | 0  | 0 | 0 |
| S. Moukwelle    | 13 | 0  | 2 | 0 |
| S. Razzetti     | 20 | 0  | 1 | 1 |
| J. Rossi        | 12 | 6  | 3 | 1 |
| D. Rota         | 19 | 0  | 4 | 2 |
| R. Rothenbühler | 19 | 1  | 1 | 0 |
| K. Salapasidis  | 3  | 0  | 0 | 0 |
| R. Shala        | 3  | 0  | 0 | 0 |
| B. Sutter       | 10 | 1  | 0 | 0 |
| R. Thoma        | 1  | 0  | 0 | 0 |
| R. Toledo       | 0  | 0  | 0 | 0 |
| K. Türkyılmaz   | 9  | 3  | 2 | 0 |
| P. Walker       | 0  | 0  | 0 | 0 |
| Z. Zagorčić     | 18 | 0  | 4 | 1 |